# 1969–1970-es NHL-szezon
Az 1969–1970-es NHL-szezon az ötvenharmadik NHL-szezon volt.

## Tabella
Megjegyzés: a vastagon szedett csapatok bejutottak a rájátszásba
| Keleti divízió      | MSz | Gy | V  | D  | P  | SzG | KG  |
| ------------------- | --- | -- | -- | -- | -- | --- | --- |
| Chicago Black Hawks | 76  | 45 | 22 | 9  | 99 | 250 | 170 |
| Boston Bruins       | 76  | 40 | 17 | 19 | 99 | 277 | 216 |
| Detroit Red Wings   | 76  | 40 | 21 | 15 | 95 | 246 | 199 |
| New York Rangers    | 76  | 38 | 22 | 16 | 92 | 246 | 189 |
| Montréal Canadiens  | 76  | 38 | 22 | 16 | 92 | 244 | 201 |
| Toronto Maple Leafs | 76  | 29 | 34 | 13 | 71 | 222 | 242 |

| Nyugati divízió       | MSz | Gy | V  | D  | P  | SzG | KG  |
| --------------------- | --- | -- | -- | -- | -- | --- | --- |
| St. Louis Blues       | 76  | 37 | 27 | 12 | 86 | 224 | 179 |
| Pittsburgh Penguins   | 76  | 26 | 38 | 12 | 64 | 182 | 238 |
| Minnesota North Stars | 76  | 19 | 35 | 22 | 60 | 224 | 257 |
| Oakland Seals         | 76  | 22 | 40 | 14 | 58 | 169 | 243 |
| Philadelphia Flyers   | 76  | 17 | 35 | 24 | 58 | 197 | 225 |
| Los Angeles Kings     | 76  | 14 | 52 | 10 | 38 | 168 | 290 |

## Kanadai táblázat
| Játékos         | Csapat                | MSz | G  | A  | P   | B   |
| --------------- | --------------------- | --- | -- | -- | --- | --- |
| Bobby Orr       | Boston Bruins         | 76  | 33 | 87 | 120 | 125 |
| Phil Esposito   | Boston Bruins         | 76  | 43 | 56 | 99  | 50  |
| Stan Mikita     | Chicago Black Hawks   | 76  | 39 | 47 | 86  | 50  |
| Phil Goyette    | St. Louis Blues       | 72  | 29 | 49 | 78  | 16  |
| Walt Tkaczuk    | New York Rangers      | 76  | 27 | 50 | 77  | 38  |
| Jean Ratelle    | New York Rangers      | 75  | 32 | 42 | 74  | 28  |
| Red Berenson    | St. Louis Blues       | 67  | 33 | 39 | 72  | 38  |
| J. P. Parisé    | Minnesota North Stars | 74  | 24 | 48 | 72  | 72  |
| Gordie Howe     | Detroit Red Wings     | 76  | 31 | 40 | 71  | 58  |
| Frank Mahovlich | Detroit Red Wings     | 74  | 38 | 32 | 70  | 59  |
| Dave Balon      | New York Rangers      | 76  | 33 | 37 | 70  | 100 |
| John McKenzie   | Boston Bruins         | 72  | 29 | 41 | 70  | 114 |

## Kapusok statisztikái
| Játékos         | Csapat              | MSz | Gy | V  | D  | Perc | KG  | SO | KGÁ  |
| --------------- | ------------------- | --- | -- | -- | -- | ---- | --- | -- | ---- |
| Ernie Wakely    | St. Louis Blues     | 30  | 12 | 9  | 4  | 1651 | 58  | 4  | 2.11 |
| Tony Esposito   | Chicago Black Hawks | 63  | 38 | 17 | 8  | 3763 | 136 | 15 | 2.17 |
| Jacques Plante  | St. Louis Blues     | 32  | 18 | 9  | 5  | 1839 | 67  | 6  | 2.19 |
| Ed Giacomin     | New York Rangers    | 70  | 35 | 21 | 14 | 4148 | 163 | 6  | 2.36 |
| Roy Edwards     | Detroit Red Wings   | 47  | 24 | 15 | 6  | 2683 | 116 | 2  | 2.59 |
| Rogatien Vachon | Montréal Canadiens  | 64  | 31 | 18 | 12 | 3697 | 162 | 4  | 2.63 |
| Roger Crozier   | Detroit Red Wings   | 34  | 16 | 6  | 9  | 1877 | 83  | 0  | 2.65 |
| Gerry Cheevers  | Boston Bruins       | 41  | 24 | 8  | 8  | 2384 | 108 | 4  | 2.72 |
| Bernie Parent   | Philadelphia Flyers | 62  | 13 | 29 | 20 | 3680 | 171 | 3  | 2.79 |
| Eddie Johnston  | Boston Bruins       | 37  | 16 | 9  | 11 | 2176 | 108 | 3  | 2.98 |

## Stanley-kupa rájátszás

### Negyeddöntő

#### Keleti divízió
- Chicago Black Hawks (1) 4 - Detroit Red Wings (3) 0
- Boston Bruins (2) 4 - New York Rangers (4) 2

#### Nyugati divízió
- St. Louis Blues (1) 4 - Minnesota North Stars (3) 2
- Pittsburgh Penguins (2) 4 - Oakland Seals (4) 0

### Elődöntő
- Chicago Black Hawks (1) 0 - Boston Bruins (2) 4
- St. Louis Blues (1) 4 - Pittsburgh Penguins (2) 2

### Döntő
Boston Bruins vs. St. Louis Blues
| Dátum     | Idegenben       | Eredmény | Otthon          | Eredmény | Megjegyzés |
| --------- | --------------- | -------- | --------------- | -------- | ---------- |
| Május 3.  | Boston Bruins   | 6        | St. Louis Blues | 1        |            |
| Május 5.  | Boston Bruins   | 6        | St. Louis Blues | 2        |            |
| Május 7.  | St. Louis Blues | 1        | Boston Bruins   | 4        |            |
| Május 10. | St. Louis Blues | 3        | Boston Bruins   | 4        | (hossz.)   |

A hét mérkőzésből álló párharcot (négy győzelemig tartó sorozatot) a Boston nyerte 4:0-ra, így ők lettek a Stanley-kupa bajnokok.

## NHL díjak
- Prince of Wales-trófea (keleti divízió bajnoka) — Chicago Black Hawks
- Clarence S. Campbell-tál (nyugati divízió bajnoka) - St. Louis Blues
- Art Ross-trófea (alapszakasz pontkirálya) - Bobby Orr
- Bill Masterton-emlékkupa (kitartás, sportszerűség, odaadás) - Pit Martin
- Calder-emlékkupa - Tony Esposito
- Conn Smythe-trófea (rájátszás legértékesebb játékosa) - Bobby Orr
- Hart-emlékkupa (legértékesebb játékos) - Bobby Orr
- James Norris-emlékkupa (legjobb hátvéd) - Bobby Orr
- Lady Byng-emlékkupa (legsportszerűbb játékos) - Phil Goyette
- Plusz/minusz vezető - Bobby Orr
- Vezina-trófea (legjobb kapusok) - Tony Esposito
- Lester Patrick-trófea (USA-i hoki iránti szolgálat) - Eddie Shore, Jim Hendy

### Első All-Star csapat
- Kapus: Tony Esposito, Chicago Black Hawks
- Hátvéd: Bobby Orr, Boston Bruins
- Hátvéd: Brad Park, New York Rangers
- Center: Phil Esposito, Boston Bruins
- Balszélső: Bobby Hull, Chicago Black Hawks
- Jobbszélső: Gordie Howe, Detroit Red Wings

### Második All-Star csapat
- Kapus: Ed Giacomin, New York Rangers
- Hátvéd: Carl Brewer, Detroit Red Wings
- Hátvéd: Jacques Laperrière, Montréal Canadiens
- Center: Stan Mikita, Chicago Black Hawks
- Balszélső: Frank Mahovlich, Detroit Red Wings
- Jobbszélső: John McKenzie, Boston Bruins

## Debütálók
Itt a fontosabb debütálók szerepelnek, első csapatukkal. A csillaggal jelöltek a rájátszásban debütáltak.
- Keith Magnuson, Chicago Black Hawks
- Butch Goring, Los Angeles Kings
- Gilles Gilbert, Minnesota North Stars
- Guy Charron, Montréal Canadiens
- Marc Tardif, Montréal Canadiens
- Réjean Houle, Montréal Canadiens
- Don Luce, New York Rangers
- Bobby Clarke, Philadelphia Flyers

## Visszavonulók
Itt a fontosabb olyan játékosok szerepelnek, akik utolsó NHL-meccsüket ebben a szezonban játszották.
- Ron Murphy, Boston Bruins
- Leo Boivin, Minnesota North Stars
- Moose Vasko, Minnesota North Stars
- Claude Provost, Montréal Canadiens
- Terry Sawchuk, New York Rangers
- Camille Henry, St. Louis Blues
- Marcel Pronovost, Toronto Maple Leafs